# Jerzy Pertkiewicz

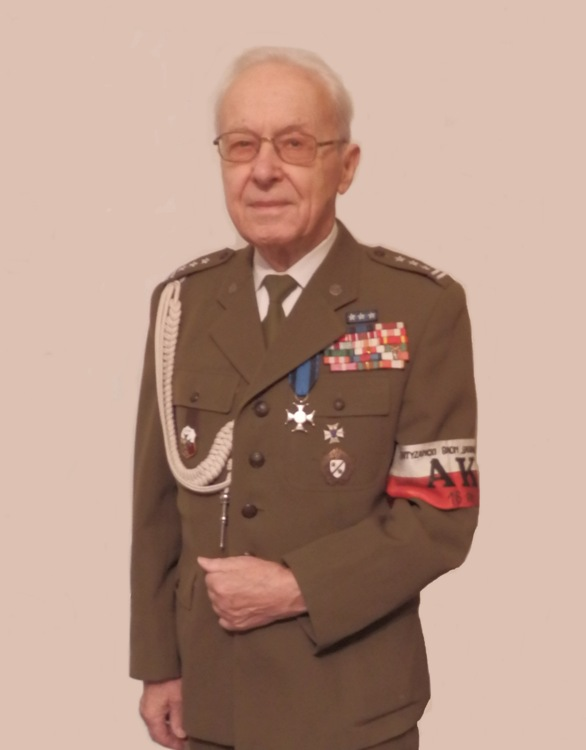
W mundurze pułkownika, 2011

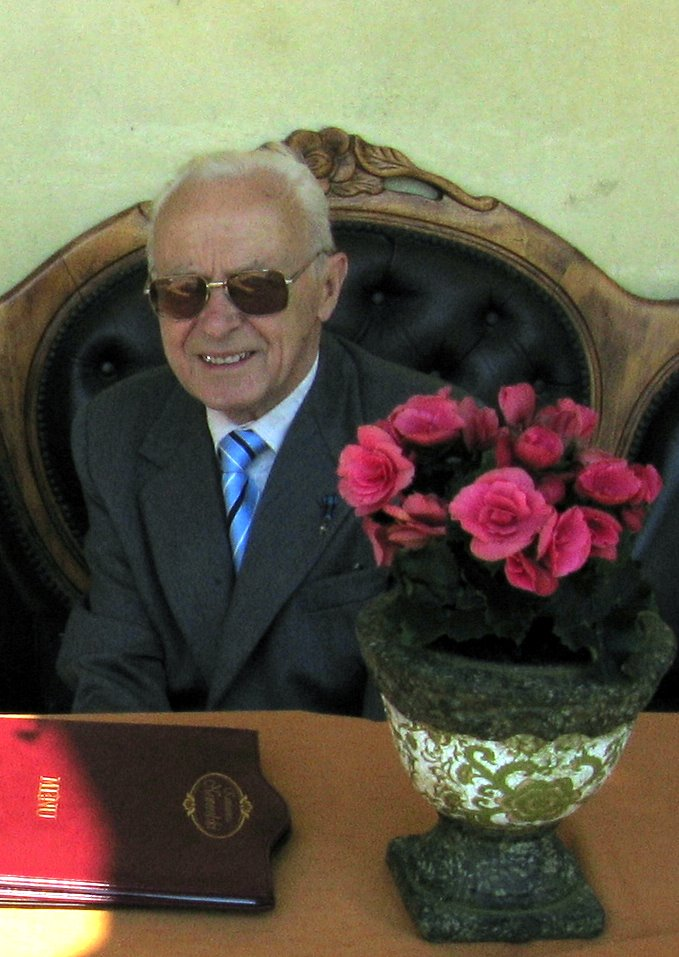
Na spotkaniu absolwentów Wydziału Farmacji w 60-lecie magisterium, 2008

Jerzy Pertkiewicz (ur. 25 lutego 1920 w Czortkowie, zm. 30 czerwca 2018) – doktor farmacji, żołnierz kampanii wrześniowej i Armii Krajowej (pseudonim „Drzazga”), pułkownik w stanie spoczynku, harcmistrz i Harcerz Rzeczypospolitej, kawaler Krzyża Srebrnego Orderu Wojennego Virtuti Militari.

## Życiorys
Syn Zygmunta i Stefanii, właścicieli apteki w Kutnie. Absolwent szkoły powszechnej. W latach 1929–1938 uczył się w Gimnazjum Humanistycznym im. Adama Asnyka w Kaliszu, a po maturze zgłosił się i został przyjęty na przeszkolenie wojskowe w szkole podchorążych rezerwy piechoty w Szczypiornie. Przed wybuchem II wojny światowej otrzymał przydział mobilizacyjny do 29 pułku Strzelców Kaniowskich, w którym w stopniu plutonowego podchorążego objął dowództwo plutonu strzeleckiego 4. kompanii II batalionu.
Podczas kampanii wrześniowej 1939 walczył ze swoim pułkiem w rejonie Uniejowa, Łęczycy i Kutna oraz w bitwie nad Bzurą. Dwukrotnie lekko ranny 10 września w walce na bagnety o Sierpów zdobył wraz ze swym plutonem niemiecki ciężki karabin maszynowy i wziął do niewoli jeńców. Sześć dni później, przeprawiając się wraz ze swym pułkiem przez Bzurę, pluton Pertkiewicza wpadł w zasadzkę; wyposażeni jednak w dwa ckm-y żołnierze, także dzięki umiejętnościom swego dowódcy, wydobyli się z okrążenia.
29 pp przez Puszczę Kampinoską, Młociny i Bielany kierował się na odsiecz Warszawie. 22 września pluton Pertkiewicza ostrzelany z ciężkiej broni maszynowej i moździerzy poniósł ciężkie straty w okolicach cmentarza włoskiego na Bielanach, a sam Pertkiewicz został znowu ranny. Pięć dni później, podczas walk jego plutonu w obronie stacji Warszawa Zachodnia, został ponownie ranny, tym razem ciężko (w szyję). Przetrwał jednak kilkadziesiąt godzin na polu walki do chwili, kiedy kolejarze przenieśli go do jednego z warszawskich szpitali. Zbieg okoliczności sprawił, że przy poprzednim zranieniu pomocy udzielono mu w szpitalu, w którym służbę pełniła (w ramach wojskowej służby kobiet) jego matka, powołana tam w obliczu nadciągającej wojny. Dowiedziawszy się o tym, że jej syn został ponownie ranny, już po kapitulacji Warszawy odszukała szpital, w którym przebywał i później w miarę swoich możliwości pielęgnowała go. Po miesiącu kuracji Pertkiewicz nie chcąc trafić do niemieckiej niewoli, uciekł ze szpitala i pojechał do Kalisza, gdzie brał udział w konspiracyjnej odbudowie pułku Strzelców Kaniowskich.
Wysiedlony z Kalisza trafił wraz z rodziną do Tarnowa, gdzie 12 lutego 1940 przystąpił do miejscowej komórki Związku Walki Zbrojnej i przyjął pseudonim „Drzazga”.
W aptece im. T. Kościuszki, którą objął w Tarnowie jego ojciec (również w konspiracji, ps. „Zbudowski”), Jerzy Pertkiewicz pracował jako laborant; miejsce to stanowiło konspiracyjny punkt kontaktowy i miejsce kolportażu prasy podziemnej. Ojciec i syn gromadzili też w swojej aptece, a następnie przekazywali do innych konspiracyjnych punktów, środki medyczne i opatrunki niezbędne w związku ze zbliżającą się akcją pod kryptonimem „Burza”. Po jej rozpoczęciu Pertkiewicz trafił do 16 pułku piechoty Armii Krajowej, gdzie był dowódcą plutonu 3. kompanii strzeleckiej „Regina” w batalionie „Barbara”. Latem i jesienią 1944 uczestniczył w operacjach partyzanckich w ramach akcji „Burza” (i w późniejszych działaniach na mniejszą skalę określanych kryptonimem „Deszcz”) w obwodzie tarnowskim, walczył w okolicach wsi Jamna, Joniny, Machowa, Podlesie, Polichty, Rzepiennik Strzyżewski, Zalasowa, Żurowa. 17 października 1944, na wniosek lekarza batalionowego, zwolniony z 16 pułku piechoty AK, a dwa miesiące później, w grudniu promowany do stopnia podporucznika przez komendanta krakowskiego okręgu AK, na wniosek dowódcy inspektoratu tarnowskiego „Mirosława” – Stefana Musiałka-Łowickiego.
Za zasługi wojenne odznaczony, oprócz Krzyża Srebrnego Virtuti Militari, m.in. Krzyżem Walecznych, Krzyżem Partyzanckim, Krzyżem Armii Krajowej i Medalem za Warszawę, Medalem Wojska (czterokrotnie), Krzyżem Kampanii Wrześniowej przyznanym przez rząd emigracyjny RP, a także przyznanym w 1971 we Francji przez Organizację Kombatantów na Europę odznaczeniem La Croix de Partisan i przez Stowarzyszenie Kombatantów Polskiego Ruchu Oporu we Francji Croix du Mérite; nosi też odznaczenie węgierskie przyznane w 50. rocznicę rewolucji węgierskiej 1956 roku, a także Krzyż „Za Zasługi dla ZHP” z Rozetą i Mieczami. W 2005 otrzymał stopień majora, w 2008 podpułkownika, a w 2011 – pułkownika. 16 września 2010 r. za wybitne zasługi dla niepodległości Rzeczypospolitej Polskiej odznaczony został Krzyżem Oficerskim Orderu Odrodzenia Polski.
Po wojnie osiadł w Tarnowie. W latach 1945–1948 studiował farmację na Uniwersytecie Jagiellońskim; po uzyskaniu dyplomu magistra farmacji pracował w aptekach. W 1979 obronił na Akademii Medycznej w Krakowie pracę doktorską w dziedzinie nauk farmaceutycznych (w tym samym roku przeszedł na emeryturę), a od 1985 do 1989 był starszym inspektorem do spraw gospodarki lekami w Zakładzie Opieki Zdrowotnej w Tuchowie. Od czasów nauki w gimnazjum aktywny w harcerstwie, gdzie był przez wiele lat instruktorem, a także w organizacjach kombatanckich (m.in. w przeddzień Święta Niepodległości 2012 roku otrzymał statuetkę „Orły Niepodległości”) oraz branżowych (w oddziale krakowskim Polskiego Towarzystwa Farmaceutycznego w 1974 otrzymał medal im. Ignacego Łukasiewicza). W 2017 otrzymał tytuł Honorowego Obywatela Miasta Tarnowa.
Jest autorem książki „Aptekarstwo polskie na obszarze byłej Galicji w świetle obowiązującego ustawodawstwa z lat 1772–1914” i współautorem „Tarnów – Stare Miasto” cz. I.
Jerzy Pertkiewicz zmarł 30 czerwca 2018 roku, w wieku 98 lat. Uroczystości pogrzebowe odbyły się 4 lipca 2018 roku na Starym Cmentarzu w Tarnowie.

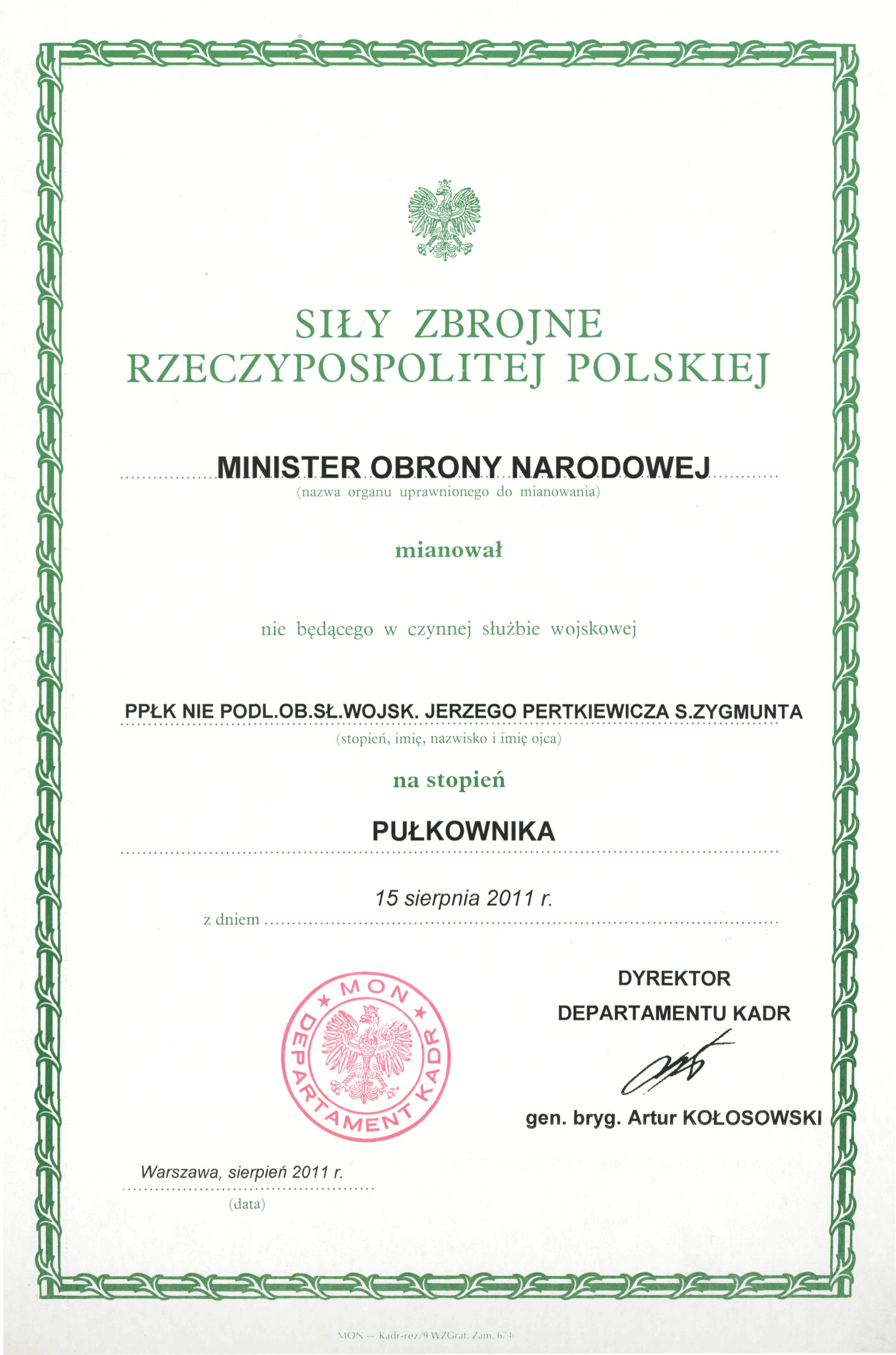
Nominacja (2011) na stopień pułkownika

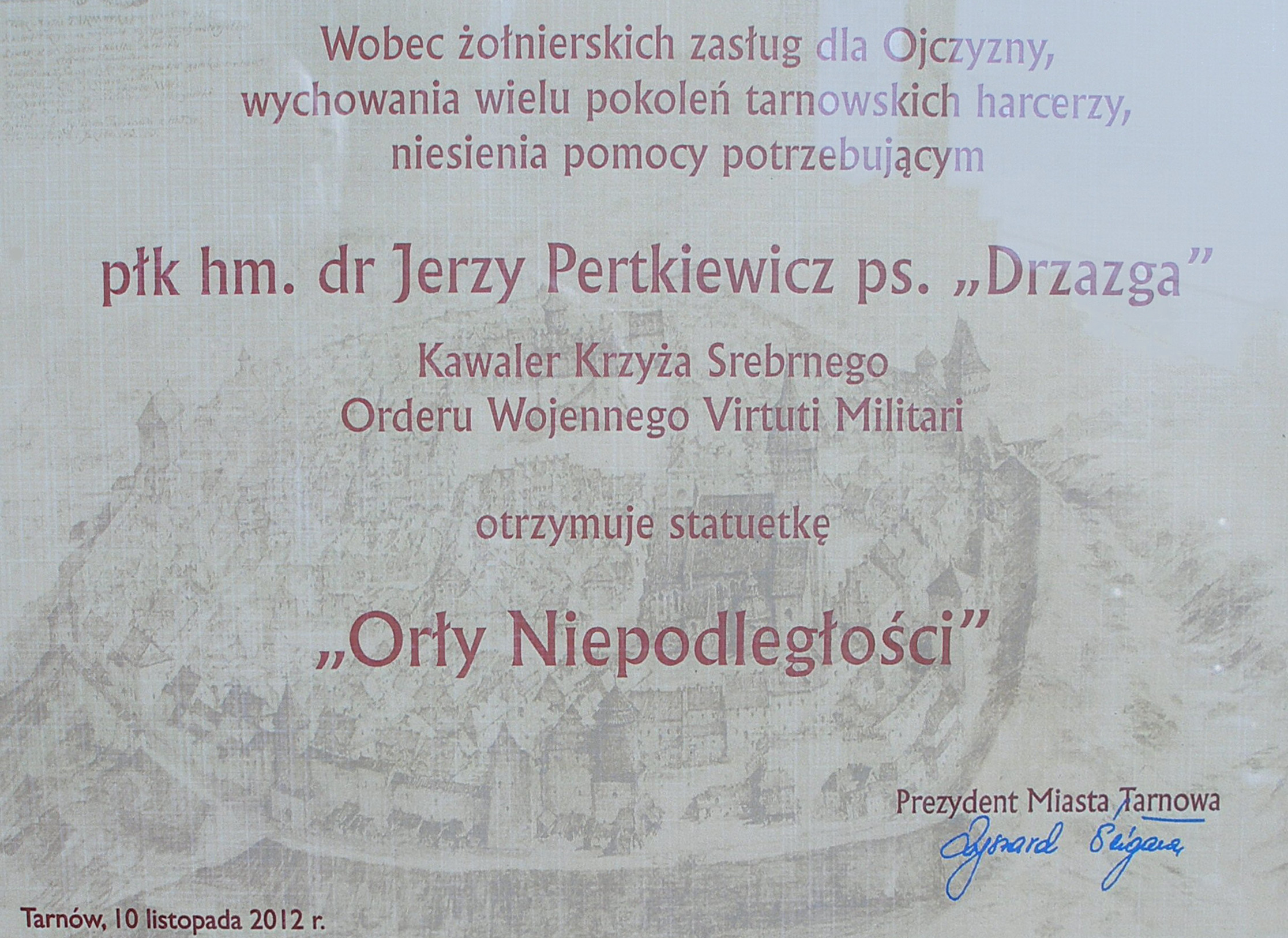
Przyznanie statuetki „Orły Niepodległości”

## W kulturze
Osoby aptekarzy: Zygmunta i Jerzego Pertkiewiczów (ojca i syna) są głównymi bohaterami filmu fabularnego Pan Apotheker w reżyserii Dawida Szpary. Zdjęcia do filmu kręcono w grudniu 2018 w Małopolsce, a premiera odbyła się w kinie Marzenie w Tarnowie 21 grudnia 2019. W filmie wystąpili m.in. Ireneusz Pastuszak (Szpilki na Giewoncie, Korona królów) i Anna Dymna.